# Герб Валдая
Герб Валда́йского городского поселения Валдайского муниципального района Новгородской области Российской Федерации.
Герб утверждён Решением Совета депутатов Валдайского городского поселения от 26 января 2007 года № 64.
Герб подлежит внесению в Государственный геральдический регистр.

## Описание
Валдайское городское поселение использует в качестве официального символа герб города Валдая, отражающий исторические и местные традиции, дарованный Высочайшим императорским Указом от 2 апреля 1772 года городу Валдаю.
Герб, используемый Валдайским городским поселением в качестве официального символа, представляет собой щит, разделённый перпендикулярной чертой надвое.
В геометрическом центре правой половины щита расположено изображение Императорской золотой короны на фоне горностаевого меха.
На левом серебряном поле в нижней половине щита расположено изображение горы зелёного цвета, символизирующей гористое месторасположение города Валдая.Положение «О гербе Валдайского городского поселения Новгородской области»

## История

### Исторический герб
Исторический герб Валдая был Высочайше утверждён 2 апреля 1772 года императрицей Екатериной II вместе с другими гербами городов Новгородской губернии. (ПСЗРИ, 1772, Закон № 13780).
Подлинное описание герба Валдая гласило:
Валдай, окромѣ пространнаго своего селенія, не является, что отличное имѣть, которое бы могло его гербъ отличить; чего ради и берется особливое означеніе сего селенія изъ самаго гористаго мѣстоположенія его, и означается въ гербѣ слѣдующимъ образом:

Разрѣзанной щитъ перпендикулярною чертою на двое, Горностаевой мѣхъ и серебро, на Горностаевом мѣхѣ изображена Императорская золотая корона, означающая милость и покровительство Ея Императорскаго Величества сему селенію, на лѣвой сторонѣ щита в серебряномъ полѣ гора зеленая, показующая гористое мѣстоположеніе окруженныхъ мѣстъ сего селенія.
Герб Валдая был составлен герольдмейстером князем М. М. Щербатовым, а изобразил его известный геральдический художник Бутковский Артемий Николаевич.

### Герб Кёне
В XIX веке, в период геральдической реформы Кёне, был разработан проект нового герба уездного города Валдая Новгородской губернии (официально не утверждён):
В горностаевом поле — зелёная гора, сопровождаемая во главе золотой короной. В вольной части герб Новгородской губернии. Щит увенчан серебряной стенчатой короной и окружён золотыми колосьями, соединёнными Александровской лентой.

### Советское время
В период до 1977 года исторический герб Валдая не использовался.
25 марта 1977 года решением исполкома Валдайского городского Совета депутатов трудящихся № 66 был утверждён советский вариант герба Валдая. Автор — Юрий Иванович Семёнов.
Герб имел следующее описание: 
Герб разделён на 2 половины: левую и правую. Левая сторона (от зрителя): 1770 — год возведения Валдая в число прочих русских городов по указу императрицы Екатерины. Колокол — символ старого Валдая, знаменитого кузнечным и литейным производством, на всю Россию прославившегося своими колокольчиками. Гора — символ Валдайской возвышенности. Правая сторона (от зрителя): Красный фон и пятиконечная звезда — символ Советского государства, Советской власти. Роза ветров и палатка — символ туристов и путешественников. Валдай — край туризма. Через Валдай проходит ряд Всесоюзных туристических маршрутов. Внизу: Зелёная полоса — символ природы, которой богат Валдайский край. Голубая полоса — символ многочисленных на территории района озёр.

### Новое время

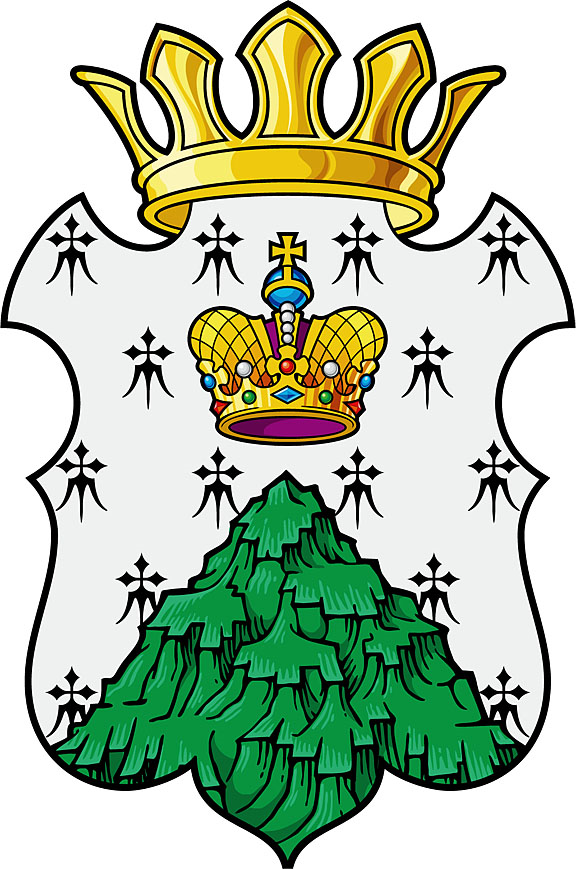
Герб Валдайского района (2011 год)

23 декабря 1996 года исторический герб Валдая 1772 года был утверждён официальным символом города и Валдайского района.
26 января 2007 года Решением Совета депутатов Валдайского городского поселения исторический герб Валдая 1772 года был восстановлен и утверждён в качестве официального символа Валдайского городского поселения. До 2011 года исторический герб Валдая 1772 года являлся и официальным гербом Валдайского района.
28 сентября 2011 года Решением № 70 Думы Валдайского муниципального района «Об утверждении Положения о гербе и флаге Валдайского муниципального района» был утверждён ныне действующий герб района, который был создан на основе проекта герба Валдая XIX века.